# 1556 en France
Chronologie de la France
- 1552
- 1553
- 1554
- 1555
- 1556
- 1557
- 1558
- 1559
- 1560

## Événements

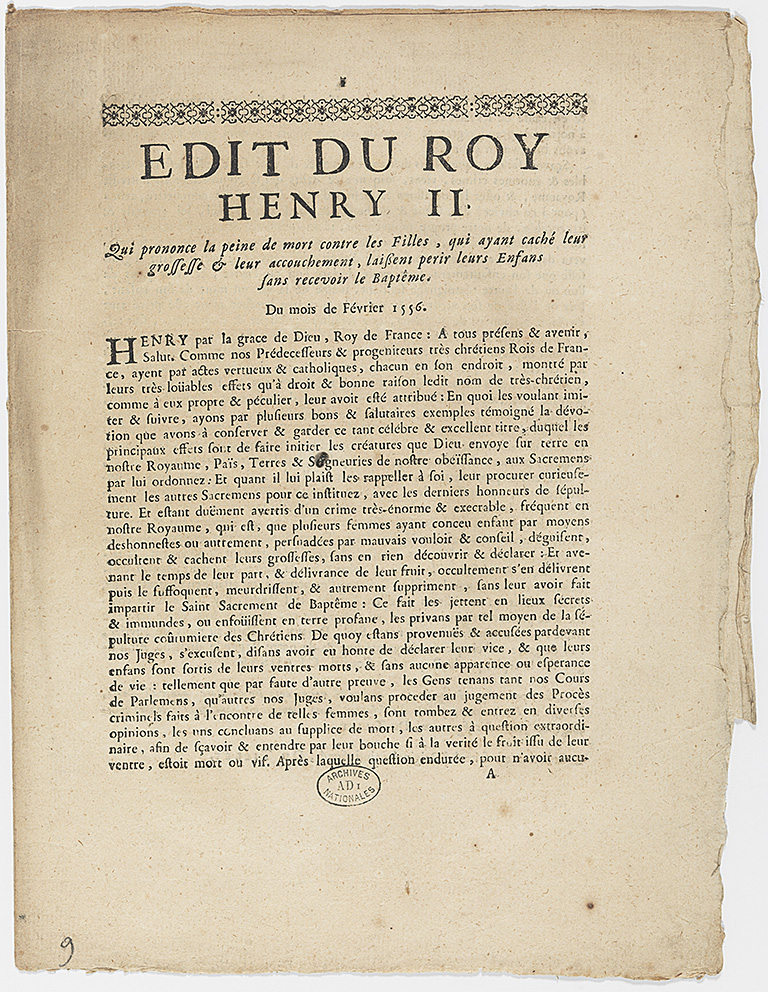
Édit de février 1556 réglementant la déclaration de grossesse (Archives nationales)

- Été sec. Vendanges précoces dans le nord de la France (1er septembre). Incendies dans la forêt normande. Mauvaises récoltes. Crise agricole en France du Nord[1].
- Hiver 1556-1557 très rude dans le Sud de la France. Le Rhône gèle près d’Arles (4 décembre)[2].
- 5 février : trêve de Vaucelles, conclue pour cinq ans entre Charles Quint et Henri II de France, mais qui ne dure que cinq mois. Metz, Corse, Savoie et Piémont sont reconnus à la France. Elle met fin aux opérations en Italie[3]. À Vaucelles, le cardinal Reginald Pole, légat du pape, reprend le thème de la croisade contre « l’ennemi commun de la foi » menée par les princes chrétiens réconciliés.
- Février : un édit du roi Henri II fonde les offices de priseurs vendeurs de meubles (ancêtres des commissaires priseurs)[4].
- Février : un édit du roi Henri II contre les femmes qui cèlent leur grossesse[5]
- Été : apparition du faux Martin Guerre[6].
- 26 juillet - 3 août : ouverture en France du collège jésuite de Billom par Guillaume Duprat[7].
- 28 juillet : Gattières, enclave savoyarde sur la rive droite du Var, devenue en 1338 la frontière orientale de la France, est occupée par les Français[8].
- 1er septembre : reprise de la guerre dans les États pontificaux[9]. Le duc d’Albe s’empare d’Anagni (15 septembre). À la suite de l’invasion espagnole des États pontificaux, François de Guise est envoyé en Italie pour secourir le pape (1557).

## Naissances en 1556
- Uesugi Kagekatsu (08.01.1556 † 1623)
- Saint Joseph de Leonessa (08.01.1556 † 1612)
- Christian Barnekow (24.01.1556 † 1612), diplomate danois
- Henry Briggs (en 02.1556 † 1630), mathématicien anglais
- Tōdō Takatora (16.02.1556 † 1630), daimyo japonais
- Sethus Calvisius (21.02.1556 † 1615), compositeur, chronologue et astronome allemand
- Nyaungyan Min (06.03.1556 † 1606), roi birman
- Guillaume du Vair (07.03.1556 † 1621), prélat, homme politique et écrivain moraliste français
- Jacques Salès (21.03.1556 † 1593), prêtre jésuite, théologien et prédicateur français
- David Hœschel (08.04.1556 † 1617), humaniste allemand
- François Béroalde de Verville (15.04.1556 † 1626), écrivain français
- Jerzy Radziwiłł (31.05.1556 † 1600), cardinal polono-lituanien
- Pomponio Nenna (13.06.1556 † 1608), compositeur napolitain
- Othon des Deux-Ponts (22.07.1556 † 1604), comte palatin
- George Peele (25.07.1556 † 1596), dramaturge anglais élisabéthain
- Henry Bagenal (03.08.1556 † 1598), maréchal britannique
- François Modius (04.08.1556 † 1597), humaniste des Pays-Bas espagnols
- Philipp Nicolai (10.08.1556 † 1608), pasteur luthérien, poète et compositeur allemand
- Bartolomeo Cesi (16.08.1556 † 1629), peintre italien baroque
- Alexandre Briant (17.08.1556 † 1581), prêtre jésuite anglais
- Carlo Conti (28.08.1556 † 1615), cardinal italien
- Wangchuk Dorje (12.08.1556 † 1603), 9e karmapa de la lignée karma-kagyu
- Charles Ier d'Elbeuf (18.10.1556 † 1605), grand écuyer de France
- Giovanni Battista Caccini (24.10.1556 † 1613), sculpteur et architecte de l’école florentine
- Ahmed Baba (26.10.1556 † 1616), savant et homme de lettres ouest-africain
- Gerrit Pietersz Sweelink (01.11.1556 † ca 1612), peintre et dessinateur hollandais
- Jacques Davy du Perron (25.11.1556 † 1618), prélat, diplomate et poète baroque français
- Jeanne de Lestonnac (27.12.1556 † 1640), religieuse française
- Nijō Akizane (02.12.1556 † 1619), régent kampaku

## Décès en 1556
- x

## Naissances et Décès en 1556
- Le 24 juin : Jeanne de France, fille de Henri II de France et de Catherine de Médicis
- Du 24 juin au 24 août : Victoire de France, sa sœur jumelle